# Nexus 4
Das Nexus 4 (LG E960) ist ein Smartphone der Nexus-Serie von Google. Es entstand zusammen mit dem koreanischen Partner LG. Das Nexus 4 wurde am 29. Oktober 2012 der Öffentlichkeit vorgestellt und wurde zunächst, seit dem 13. November 2012, mit der Android-Version 4.2 Jelly Bean ausgeliefert. Es ist das vierte Gerät der Nexus-Serie und der Nachfolger des Galaxy Nexus. Das Gerät war sowohl mit einer schwarzen als auch mit einer weißen Rückseite erhältlich.

## Ausstattung
Das Nexus 4 ist 133,9 mm lang, 68,7 mm breit und 9,1 mm dick, wiegt 139 Gramm und hat eine Bildschirmdiagonale von rund 119 mm (4,7 Zoll) bei einer Punktdichte von rund 125 px/cm (320 ppi) und einer Auflösung von 1280 × 768 Pixeln. Statt physischen Knöpfen werden die Navigationstasten auf dem Display angezeigt („Softkeys“), wodurch vor der Einführung des Vollbildmodus („immersive mode“, ab Android 4.4) effektiv weniger Displayfläche zur Verfügung stand. Das Nexus 4 war das erste Android-Smartphone, welches per Induktionsverfahren geladen werden kann. LG setzte dabei auf den Qi-Standard. Somit können auch Ladegeräte anderer Hersteller genutzt werden. Der Akku hat eine Kapazität von 2.100 mAh. Das Gerät besitzt einen 1,5-GHz-Quad-Core-Prozessor vom Typ Snapdragon S4 Pro und 2 GB RAM. Es verfügt über NFC alias Android Beam, eine 8-Megapixel-Rückkamera, die die neue Android-Funktion Photo Sphere, welche Kugelpanoramen erstellen kann, unterstützt, und eine 1,3-Megapixel-Frontkamera. Außerdem arbeitet im Inneren des Nexus 4 eine Adreno-320-GPU für die Berechnung grafischer Elemente. Das Smartphone unterstützt sowohl GPS- als auch GLONASS-Satelliten.
Android 6 (Marshmallow) wurde, da das Gerät nach Googles üblicher Praxis zu alt war, nicht mehr angekündigt, Custom-ROMs wie LineageOS bieten jedoch mittlerweile schon Android 8.1 für das Gerät an.

## Verfügbarkeit
Schon kurze Zeit nach Verkaufsstart war das Nexus 4 weltweit in den regionalen Play Stores ausverkauft, in Deutschland sogar nach nur 20 Minuten. Google hatte in diesem Zeitraum Probleme mit seinen Servern, was dazu führte, dass Kunden, die sich für eine Benachrichtigung eingetragen hatten, erst zu spät (nachdem ein Großteil der Modelle schon ausverkauft war) eine E-Mail erhielten. Nach Informationen von Google war die hohe Belastung Ursache dieser Probleme. Andererseits waren die Geräte aber auch deshalb schnell ausverkauft, weil die Anzahl der zur Verfügung stehenden Geräte nur sehr gering war.
Auch in den Folgemonaten war das Nexus 4 immer wieder nur zeitweise zu erwerben. Ende Januar 2013 wurde es wieder verfügbar, und auch die Lieferzeiten verkürzten sich.

## Preisentwicklung
Das Gerät kostete bei Markteinführung als Onlinebestellung direkt bei Google in Europa 299 € (8-GB-Version) und 349 € (16 GB) zuzüglich Versandkosten. In den USA verlangte das Unternehmen 299 $ (entsprach etwa 225 € zuzüglich Steuern) bzw. 349 $ (16 GB), was etwa 263 € entsprach. Am 28. August 2013, kurz vor Erscheinen des Nachfolgemodells Nexus 5, senkte Google den Preis beider Speichervarianten um jeweils 100 € (100 USD). Kunden, die den alten Preis am oder nach dem 12. August 2013 bezahlt hatten, erstattete Google die Differenz.

## Test und Kritik
Das Nexus 4 konnte bei vielen unabhängigen Testportalen überzeugen, was nicht zuletzt am überzeugenden Preis-Leistungs-Verhältnis lag. So werden der Bildschirm, die Verarbeitung und die Rechenleistung gelobt, aber das Fehlen der Möglichkeit einer LTE-Datenverbindung kritisiert. Inside-handy.de beschreibt außerdem noch die Kamera als verbesserungsfähig, da die Fotos blasse Farben und häufig Bildrauschen aufweisen. Trotzdem ist auch hier das Gesamt-Testurteil „sehr gut“.
Das Gerät ist auch als Entwicklergerät in der Custom-ROM-Szene noch sehr beliebt, es ist trotz des Alters auf Platz 21 der beliebtesten Geräte für LineageOS (Stand Juli 2018).